# Arjonilla (kommunhuvudort)
Arjonilla är en kommunhuvudort i Spanien.   Den ligger i provinsen Provincia de Jaén och regionen Andalusien, i den centrala delen av landet, 270 km söder om huvudstaden Madrid. Arjonilla ligger 346 meter över havet och antalet invånare är 3 910.
Terrängen runt Arjonilla är lite kuperad. Runt Arjonilla är det ganska glesbefolkat, med 34 invånare per kvadratkilometer. Närmaste större samhälle är Andújar, 8,7 km nordost om Arjonilla. Trakten runt Arjonilla består till största delen av jordbruksmark.